# Ismet Gavrankapetanović
Ismet-beg Gavrankapetanović (Gavran-Kapetanović), hrvatski političar iz Sarajeva, BiH. Prije rata bio je član JMO. Također je bio zastupnik u sazivu Hrvatskoga državnog sabora 1942. godine, kamo ga je doveo Džafer Kulenović. Brat Hifzije Gavrankapetanovića.